# Nepenthes Planum
Pour l’article homonyme, voir Nepenthes.
Nepenthes Planum est une étendue plane élevée (planum) située dans l'hémisphère nord de la planète Mars, à 18,09° de latitude Nord et 127,41° de longitude Est. Elle a un diamètre de 1 650,14 km.
Son nom a été approuvé par l'UAI le 1er juillet 2009 et fait référence à une caractéristique d'albédo,.